# Баш махала
Баш махала или Баш махале (на гръцки: Κεφαλοχώρι, Кефалохори, катаревуса: Κεφαλοχώριον, Кефалохорион, до 1926 година: Μπας Μαχαλέ, Баш махале) е историческо село в Република Гърция, разположено на територията на дем Кукуш, област Централна Македония.

## География
Селото е било разположено на 440 m в планината Карадаг (Мавровуни) на 4 km западно от Папрат (Пондоираклия) и на 2 km североизточно от Ходжа махала (Парохтио).

## История

### В Османската империя
През XIX век Баш махала е малко турско село в Авретхисарската каза на Османската империя. Според статистиката на Васил Кънчов („Македония. Етнография и статистика“) в 1900 година в село Баш Бахчели има 235 жители, всички турци.

### В Гърция
След Междусъюзническата война селото попада в Гърция. Селото се разпада през Първата световна война заедно със съседните Джами махала, Куз махала, Ходжа махала и Чифлик махала. Селото е обновено в 1924 година, когато в него са заселени гърци бежанци. В 1926 година името на селото е преведено на Кефалохори. В 1928 година селото е изцяло бежанско с 19 семейства и 50 жители бежанци. В 1940 година селото има 128 жители, като вероятно в тях са пресметнати и жителите на Куз махала, Джами махала и Чифлик махала. Селото се разпада по време на Гражданската война (1946 - 1949).
| Година    | 1913 | 1920 | 1928 | 1940 | 1951 | 1961 | 1971 | 1981 | 1991 | 2001 | 2011 | 2021 |
| --------- | ---- | ---- | ---- | ---- | ---- | ---- | ---- | ---- | ---- | ---- | ---- | ---- |
| Население | 209  | -    | 36   | 128  |      |      |      |      |      |      |      |      |